# The Dead South
The Dead South – kanadyjski zespół muzyczny założony w 2012 roku, grupa gra mieszankę folku i bluegrassu.

## Historia
Grupa została założona w 2012 roku; muzycy pochodzą z Reginy w Saskatchewan. Colton Crawford poznał Nate’a Hillsa na uniwersytecie, tuż po tym jak kupił sobie banjo po raz pierwszy. Początkowo występowali oni jako duet. Danny Kenyon, Scott Pringle i Nate Hills znali się od wczesnej młodości i razem grali w czasach licealnych. Nazwę zespołu wymyślił ich dawny perkusista w postaci The Dead Souths. Zespoły, których słuchali na początku swojej działalności muzycznej to m.in. Trampled By Turtles, The Devil Makes Three oraz Old Crow Medicine Show.
Zespół wystąpił m.in. na Glastonbury Festival, a także w Red Rocks Amphitheatre; największą grupę fanów ma w rodzinnej Kanadzie. W 2018 roku zespół otrzymał Nagrodę Juno. Na skutek pandemii COVID-19 grupa wstrzymała swoje trasy koncertowe, podczas tego okresu powstały dwa nowe minialbumy.

## Muzycy

### Skład
- Nathaniel Hills[3] – wokal[3], gitara, mandolina[2] (2012– )[2]
- Colton Crawford – banjo[1] (2012–2015[2], 2017– )[2]
- Scott Pringle – gitara, mandolina, wokal[3] (2012– )[2]
- Danny Kenyon – wiolonczela[2], wokal[3] (2012– sierpień 2020[1], 2021– )[1]

### Muzycy sesyjni
- Eliza Mary Doyle[2][6]
- Erik Mehlsen[2]

## Dyskografia

### Albumy studyjne
- Good Company (2014, CD)[3]
- Illusion and Doubt (2016, CD)[3]
- Sugar & Joy (2019, CD)[3]

### Minialbumy
- The Ocean Went Mad and We Were To Blame (2013, EP)[3]
- Easy Listening for Jerks Pt. 1 (2022, EP)[3]
- Easy Listening for Jerks Pt. 2 (2022, EP)[3]